# Élections cantonales de 2004 dans les Pyrénées-Atlantiques
Les élections cantonales ont eu lieu les 21 et 28 mars 2004.
Lors de ces élections, 26 des 52 cantons des Pyrénées-Atlantiques ont été renouvelés. Elles ont vu la reconduction de la majorité UDF dirigée par Jean-Jacques Lasserre, président du conseil général depuis 2001.

## Résultats à l’échelle du département
Répartition départementale des résultats (2e tour).
- PS (49,46 %)
- DVG (1,97 %)
- Divers (0,85 %)
- UMP (16,06 %)
- UDF (17,89 %)
- DVD (13,77 %)

| Étiquette      | Étiquette                           | Premier tour | Premier tour | Second tour | Second tour | Sièges |
| Étiquette      | Étiquette                           | Voix         | %            | Voix        | %           | Sièges |
| -------------- | ----------------------------------- | ------------ | ------------ | ----------- | ----------- | ------ |
|                | Parti socialiste                    | 47 697       | 33,59        | 53 583      | 49,46       | 15     |
|                | Divers gauche                       | 8 781        | 6,18         | 2 138       | 1,97        | 2      |
|                | Parti communiste français           | 7 193        | 5,07         |             |             |        |
|                | Les Verts                           | 5 154        | 3,63         |             |             |        |
|                | Extrême gauche                      | 709          | 0,50         |             |             |        |
|                | Parti radical de gauche             | 398          | 0,28         |             |             |        |
| Gauche         | Gauche                              | 69 932       | 49,25        | 55 721      | 51,43       | 17     |
|                |                                     |              |              |             |             |        |
|                | Union pour un mouvement populaire   | 18 517       | 13,04        | 17 397      | 16,06       | 2      |
|                | Union pour la démocratie française  | 15 728       | 11,08        | 19 384      | 17,89       | 0      |
|                | Divers droite                       | 19 040       | 13,41        | 14 913      | 13,77       | 7      |
|                | Chasse, pêche, nature et traditions | 1 901        | 1,34         |             |             |        |
|                | Front national                      | 9 926        | 6,99         |             |             |        |
| Droite         | Droite                              | 65 112       | 45,86        | 51 694      | 47,72       | 9      |
|                |                                     |              |              |             |             |        |
|                | Régionalistes                       | 4 638        | 3,27         |             |             |        |
|                |                                     |              |              |             |             |        |
|                | Divers                              | 1 911        | 1,35         | 916         | 0,85        | 0      |
|                |                                     |              |              |             |             |        |
|                | Écologistes divers                  | 414          | 0,29         |             |             |        |
|                |                                     |              |              |             |             |        |
| Inscrits       | Inscrits                            | 217 547      | 100,00       | 167 363     | 100,00      |        |
| Abstention     | Abstention                          | 69 487       | 31,94        | 51 863      | 30,99       |        |
| Votants        | Votants                             | 148 060      | 68,06        | 115 500     | 69,01       |        |
| Blancs et nuls | Blancs et nuls                      | 6 053        | 4,09         | 7 169       | 6,21        |        |
| Exprimés       | Exprimés                            | 142 007      | 95,91        | 108 331     | 93,79       |        |

## Résultats par canton

### Canton d'Anglet-Nord
| Candidats      | Candidats                | Étiquette      | Premier tour | Premier tour | Second tour | Second tour |
| Candidats      | Candidats                | Étiquette      | Voix         | %            | Voix        | %           |
| -------------- | ------------------------ | -------------- | ------------ | ------------ | ----------- | ----------- |
|                | Jean Espilondo*          | PS             | 2 979        | 39,16        | 4 553       | 58,11       |
|                | Robert Villenave         | UDF            | 2 430        | 31,94        | 3 282       | 41,89       |
|                | Georges Daubagna         | Verts          | 536          | 7,05         |             |             |
|                | Josette Allizan          | FN             | 502          | 6,60         |             |             |
|                | Jean-Claude Lamoure      | DVD            | 487          | 6,40         |             |             |
|                | Jean-Bernard Darmendrail | PCF            | 350          | 4,60         |             |             |
|                | Inaki Caldumbide         | REG            | 324          | 4,26         |             |             |
|                |                          |                |              |              |             |             |
| Inscrits       | Inscrits                 | Inscrits       | 12 381       | 100,00       | 12 381      | 100,00      |
| Abstention     | Abstention               | Abstention     | 4 555        | 36,79        | 4 110       | 33,20       |
| Votants        | Votants                  | Votants        | 7 826        | 63,21        | 8 271       | 66,80       |
| Blancs et nuls | Blancs et nuls           | Blancs et nuls | 218          | 2,79         | 436         | 5,27        |
| Exprimés       | Exprimés                 | Exprimés       | 7 608        | 97,21        | 7 835       | 94,73       |

*sortant

### Canton d'Aramits
| Candidats      | Candidats              | Étiquette      | Premier tour | Premier tour | Second tour | Second tour |
| Candidats      | Candidats              | Étiquette      | Voix         | %            | Voix        | %           |
| -------------- | ---------------------- | -------------- | ------------ | ------------ | ----------- | ----------- |
|                | Louis Althapé*         | UMP            | 809          | 36,25        | 1 042       | 47,02       |
|                | Pierre Casabonne       | DVD            | 693          | 31,05        | 1 174       | 52,98       |
|                | Jean-Baptiste Etchandy | PS             | 445          | 19,94        | Retrait     | Retrait     |
|                | Jean-Jacques Cazaurang | CPNT           | 250          | 11,20        |             |             |
|                | Yvette Marguiraut      | FN             | 35           | 1,57         |             |             |
|                |                        |                |              |              |             |             |
| Inscrits       | Inscrits               | Inscrits       | 2 770        | 100,00       | 2 769       | 100,00      |
| Abstention     | Abstention             | Abstention     | 483          | 17,44        | 386         | 13,94       |
| Votants        | Votants                | Votants        | 2 287        | 82,56        | 2 383       | 86,06       |
| Blancs et nuls | Blancs et nuls         | Blancs et nuls | 55           | 2,40         | 167         | 7,01        |
| Exprimés       | Exprimés               | Exprimés       | 2 232        | 97,60        | 2 216       | 92,99       |

*sortant

### Canton d'Arthez-de-Béarn
| Candidats      | Candidats        | Étiquette      | Premier tour | Premier tour |
| Candidats      | Candidats        | Étiquette      | Voix         | %            |
| -------------- | ---------------- | -------------- | ------------ | ------------ |
|                | Philippe Garcia* | DVG            | 2 851        | 53,00        |
|                | Bernard Gaye     | UDF            | 1 165        | 21,66        |
|                | Yves Freyssinier | Verts          | 522          | 9,70         |
|                | Albert Bonnecaze | PCF            | 427          | 7,94         |
|                | Nathaniel Branch | FN             | 414          | 7,70         |
|                |                  |                |              |              |
| Inscrits       | Inscrits         | Inscrits       | 7 598        | 100,00       |
| Abstention     | Abstention       | Abstention     | 1 980        | 26,06        |
| Votants        | Votants          | Votants        | 5 618        | 73,94        |
| Blancs et nuls | Blancs et nuls   | Blancs et nuls | 239          | 4,25         |
| Exprimés       | Exprimés         | Exprimés       | 5 379        | 95,75        |

*sortant

### Canton d'Arzacq-Arraziguet
| Candidats      | Candidats      | Étiquette      | Premier tour | Premier tour |
| Candidats      | Candidats      | Étiquette      | Voix         | %            |
| -------------- | -------------- | -------------- | ------------ | ------------ |
|                | Bernard Dupont | DVD            | 2 111        | 58,84        |
|                | Anna Alary     | PS             | 1 343        | 37,43        |
|                | Daniel Cadet   | FN             | 134          | 3,73         |
|                |                |                |              |              |
| Inscrits       | Inscrits       | Inscrits       | 4 576        | 100,00       |
| Abstention     | Abstention     | Abstention     | 889          | 19,43        |
| Votants        | Votants        | Votants        | 3 687        | 80,57        |
| Blancs et nuls | Blancs et nuls | Blancs et nuls | 99           | 2,69         |
| Exprimés       | Exprimés       | Exprimés       | 3 588        | 97,31        |

### Canton de Bayonne-Est
| Candidats      | Candidats                | Étiquette      | Premier tour | Premier tour | Second tour | Second tour |
| Candidats      | Candidats                | Étiquette      | Voix         | %            | Voix        | %           |
| -------------- | ------------------------ | -------------- | ------------ | ------------ | ----------- | ----------- |
|                | Jean-René Etchegaray*    | UDF            | 1 338        | 34,65        | 1 747       | 43,93       |
|                | Jérôme Aguerre           | PS             | 1 228        | 31,80        | 2 230       | 56,07       |
|                | Angelo Tellurio          | FN             | 323          | 8,36         |             |             |
|                | Marie Felices            | Verts          | 248          | 6,42         |             |             |
|                | Jean-Marc Abadie         | REG            | 225          | 5,83         |             |             |
|                | Daniel Romestant         | PCF            | 170          | 4,40         |             |             |
|                | Xavier-Philippe Larralde | REG            | 156          | 4,04         |             |             |
|                | Evelyne Damestoy         | EXG            | 105          | 2,72         |             |             |
|                | Paul-Martin Etchepare    | REG            | 69           | 1,79         |             |             |
|                |                          |                |              |              |             |             |
| Inscrits       | Inscrits                 | Inscrits       | 6 935        | 100,00       | 6 930       | 100,00      |
| Abstention     | Abstention               | Abstention     | 2 942        | 42,42        | 2 708       | 39,08       |
| Votants        | Votants                  | Votants        | 3 993        | 57,58        | 4 222       | 60,92       |
| Blancs et nuls | Blancs et nuls           | Blancs et nuls | 131          | 3,28         | 245         | 5,80        |
| Exprimés       | Exprimés                 | Exprimés       | 3 862        | 96,72        | 3 977       | 94,20       |

*sortant

### Canton de Bayonne-Nord
| Candidats      | Candidats              | Étiquette      | Premier tour | Premier tour | Second tour | Second tour |
| Candidats      | Candidats              | Étiquette      | Voix         | %            | Voix        | %           |
| -------------- | ---------------------- | -------------- | ------------ | ------------ | ----------- | ----------- |
|                | Christophe Martin      | PS             | 1 999        | 29,83        | 4 394       | 65,23       |
|                | Christian Millet-Barbé | UMP            | 1 692        | 25,25        | 2 342       | 34,77       |
|                | Maurice Garcia*        | PCF            | 1 427        | 21,30        | Retrait     | Retrait     |
|                | Henri Chevrat          | FN             | 636          | 9,49         |             |             |
|                | Jean-Pierre Ghesquiere | Verts          | 348          | 5,19         |             |             |
|                | Béatrice Peyrucq       | REG            | 218          | 3,25         |             |             |
|                | Francis Charpentier    | EXG            | 167          | 2,49         |             |             |
|                | Nathalie Valles        | REG            | 110          | 1,64         |             |             |
|                | Eduardo Eraso          | EXG            | 104          | 1,55         |             |             |
|                |                        |                |              |              |             |             |
| Inscrits       | Inscrits               | Inscrits       | 11 840       | 100,00       | 11 838      | 100,00      |
| Abstention     | Abstention             | Abstention     | 4 799        | 40,53        | 4 583       | 38,71       |
| Votants        | Votants                | Votants        | 7 041        | 59,47        | 7 255       | 61,29       |
| Blancs et nuls | Blancs et nuls         | Blancs et nuls | 340          | 4,83         | 519         | 7,15        |
| Exprimés       | Exprimés               | Exprimés       | 6 701        | 95,17        | 6 736       | 92,85       |

*sortant

### Canton de Bayonne-Ouest
| Candidats      | Candidats                | Étiquette      | Premier tour | Premier tour | Second tour | Second tour |
| Candidats      | Candidats                | Étiquette      | Voix         | %            | Voix        | %           |
| -------------- | ------------------------ | -------------- | ------------ | ------------ | ----------- | ----------- |
|                | Jean-Louis Domergue*     | UDF            | 2 669        | 37,57        | 3 577       | 49,43       |
|                | Monique Larran-Lange     | PS             | 2 105        | 29,63        | 3 660       | 50,57       |
|                | Françoise Come           | Verts          | 593          | 8,35         |             |             |
|                | Chantal Renou            | FN             | 505          | 7,11         |             |             |
|                | Denis Brillant           | SE             | 413          | 5,81         |             |             |
|                | Jacques Bortayrou        | REG            | 401          | 5,64         |             |             |
|                | Dominique Gastellussarry | PCF            | 277          | 3,90         |             |             |
|                | Miren Idoate             | REG            | 142          | 2,00         |             |             |
|                |                          |                |              |              |             |             |
| Inscrits       | Inscrits                 | Inscrits       | 12 575       | 100,00       | 12 567      | 100,00      |
| Abstention     | Abstention               | Abstention     | 5 207        | 41,41        | 4 902       | 39,01       |
| Votants        | Votants                  | Votants        | 7 368        | 58,59        | 7 665       | 60,99       |
| Blancs et nuls | Blancs et nuls           | Blancs et nuls | 263          | 3,57         | 428         | 5,58        |
| Exprimés       | Exprimés                 | Exprimés       | 7 105        | 96,43        | 7 237       | 94,42       |

*sortant

### Canton de Biarritz-Ouest
| Candidats      | Candidats               | Étiquette      | Premier tour | Premier tour | Second tour | Second tour |
| Candidats      | Candidats               | Étiquette      | Voix         | %            | Voix        | %           |
| -------------- | ----------------------- | -------------- | ------------ | ------------ | ----------- | ----------- |
|                | Max Brisson*            | UMP            | 2 255        | 43,33        | 3 215       | 59,98       |
|                | André Labeguerie        | PS             | 1 176        | 22,60        | 2 145       | 40,02       |
|                | Helyett Ginoux          | FN             | 468          | 8,99         |             |             |
|                | François Madin          | Verts          | 307          | 5,90         |             |             |
|                | Jean-François Zunzarren | DVD            | 266          | 5,11         |             |             |
|                | Maialen Etcheverry      | REG            | 244          | 4,69         |             |             |
|                | Philippe Etcheverry     | SE             | 241          | 4,63         |             |             |
|                | Serge Harismendy        | PCF            | 166          | 3,19         |             |             |
|                | Patrick Survielle       | PRG            | 81           | 1,56         |             |             |
|                |                         |                |              |              |             |             |
| Inscrits       | Inscrits                | Inscrits       | 10 543       | 100,00       | 10 543      | 100,00      |
| Abstention     | Abstention              | Abstention     | 5 127        | 48,63        | 4 801       | 45,54       |
| Votants        | Votants                 | Votants        | 5 416        | 51,37        | 5 742       | 54,46       |
| Blancs et nuls | Blancs et nuls          | Blancs et nuls | 212          | 3,91         | 382         | 6,65        |
| Exprimés       | Exprimés                | Exprimés       | 5 204        | 96,09        | 5 360       | 93,35       |

*sortant

### Canton de Hasparren
| Candidats      | Candidats                 | Étiquette      | Premier tour | Premier tour | Second tour | Second tour |
| Candidats      | Candidats                 | Étiquette      | Voix         | %            | Voix        | %           |
| -------------- | ------------------------- | -------------- | ------------ | ------------ | ----------- | ----------- |
|                | Bernard Inchauspé         | DVD            | 2 386        | 48,20        | 3 784       | 100,00      |
|                | Jacques Coumet            | UMP            | 1 485        | 30,00        | Retrait     | Retrait     |
|                | Xavier Larre              | SE             | 420          | 8,48         |             |             |
|                | Jean-Claude Saint-Esteben | REG            | 275          | 5,56         |             |             |
|                | Charles Etchecaharreta    | REG            | 222          | 4,48         |             |             |
|                | Jean Pagola               | REG            | 82           | 1,66         |             |             |
|                | Joël Potier               | FN             | 80           | 1,62         |             |             |
|                |                           |                |              |              |             |             |
| Inscrits       | Inscrits                  | Inscrits       | 6 410        | 100,00       | 6 410       | 100,00      |
| Abstention     | Abstention                | Abstention     | 1 276        | 19,91        | 1 596       | 24,90       |
| Votants        | Votants                   | Votants        | 5 134        | 80,09        | 4 814       | 75,10       |
| Blancs et nuls | Blancs et nuls            | Blancs et nuls | 184          | 3,58         | 1 030       | 21,40       |
| Exprimés       | Exprimés                  | Exprimés       | 4 950        | 96,42        | 3 784       | 78,60       |

### Canton d'Iholdy
| Candidats      | Candidats                | Étiquette      | Premier tour | Premier tour |
| Candidats      | Candidats                | Étiquette      | Voix         | %            |
| -------------- | ------------------------ | -------------- | ------------ | ------------ |
|                | Jean-Louis Caset*        | DVD            | 1 686        | 63,86        |
|                | André Sainte-Marie       | REG            | 389          | 14,73        |
|                | Anne-Sophie Gais         | PS             | 282          | 10,68        |
|                | Anita Lopepe             | REG            | 208          | 7,88         |
|                | Nicole Boisserie-Lacroix | FN             | 49           | 1,86         |
|                | Eugène Bagez-Bernet      | PCF            | 26           | 0,98         |
|                |                          |                |              |              |
| Inscrits       | Inscrits                 | Inscrits       | 3 510        | 100,00       |
| Abstention     | Abstention               | Abstention     | 739          | 21,05        |
| Votants        | Votants                  | Votants        | 2 771        | 78,95        |
| Blancs et nuls | Blancs et nuls           | Blancs et nuls | 131          | 4,73         |
| Exprimés       | Exprimés                 | Exprimés       | 2 640        | 95,27        |

*sortant

### Canton de Jurançon
| Candidats      | Candidats           | Étiquette      | Premier tour | Premier tour | Second tour | Second tour |
| Candidats      | Candidats           | Étiquette      | Voix         | %            | Voix        | %           |
| -------------- | ------------------- | -------------- | ------------ | ------------ | ----------- | ----------- |
|                | Jean-Pierre Léris*  | UDF            | 3 741        | 38,73        | 4 791       | 47,26       |
|                | Bernard Soudar      | PS             | 3 567        | 36,93        | 5 346       | 52,74       |
|                | Jean-Pierre Urrutia | DVG            | 984          | 10,19        |             |             |
|                | Philippe Ricaud     | FN             | 716          | 7,41         |             |             |
|                | Philippe Bardanouve | EXG            | 333          | 3,45         |             |             |
|                | Anne Castera        | PRG            | 317          | 3,28         |             |             |
|                |                     |                |              |              |             |             |
| Inscrits       | Inscrits            | Inscrits       | 14 672       | 100,00       | 14 672      | 100,00      |
| Abstention     | Abstention          | Abstention     | 4 598        | 31,34        | 4 060       | 27,67       |
| Votants        | Votants             | Votants        | 10 074       | 68,66        | 10 612      | 72,33       |
| Blancs et nuls | Blancs et nuls      | Blancs et nuls | 416          | 4,13         | 475         | 4,48        |
| Exprimés       | Exprimés            | Exprimés       | 9 658        | 95,87        | 10 137      | 95,52       |

*sortant

### Canton de La Bastide-Clairence
| Candidats      | Candidats          | Étiquette      | Premier tour | Premier tour | Second tour | Second tour |
| Candidats      | Candidats          | Étiquette      | Voix         | %            | Voix        | %           |
| -------------- | ------------------ | -------------- | ------------ | ------------ | ----------- | ----------- |
|                | Jean Castaings*    | UMP            | 1 381        | 40,37        | 1 647       | 48,28       |
|                | Léopold Darritchon | SE             | 699          | 20,43        | 916         | 26,85       |
|                | Marguerite Tassy   | PS             | 643          | 18,80        | 848         | 24,86       |
|                | Jean Thicoipe      | REG            | 432          | 12,63        |             |             |
|                | Éliane Sallaberry  | FN             | 150          | 4,38         |             |             |
|                | Anita Parachou     | REG            | 116          | 3,39         |             |             |
|                |                    |                |              |              |             |             |
| Inscrits       | Inscrits           | Inscrits       | 4 719        | 100,00       | 4 720       | 100,00      |
| Abstention     | Abstention         | Abstention     | 1 180        | 25,01        | 1 190       | 25,21       |
| Votants        | Votants            | Votants        | 3 539        | 74,99        | 3 530       | 74,79       |
| Blancs et nuls | Blancs et nuls     | Blancs et nuls | 118          | 3,33         | 119         | 3,37        |
| Exprimés       | Exprimés           | Exprimés       | 3 421        | 96,67        | 3 411       | 96,63       |

*sortant

### Canton de Lagor
| Candidats      | Candidats               | Étiquette      | Premier tour | Premier tour |
| Candidats      | Candidats               | Étiquette      | Voix         | %            |
| -------------- | ----------------------- | -------------- | ------------ | ------------ |
|                | Jacques Cassiau-Haurie* | PS             | 3 925        | 58,78        |
|                | Gérard Theaux           | DVD            | 1 049        | 15,71        |
|                | Jean Buessard           | FN             | 676          | 10,12        |
|                | Jean Haurat             | PCF            | 568          | 8,51         |
|                | René Lassalle           | Verts          | 460          | 6,89         |
|                |                         |                |              |              |
| Inscrits       | Inscrits                | Inscrits       | 10 490       | 100,00       |
| Abstention     | Abstention              | Abstention     | 3 447        | 32,86        |
| Votants        | Votants                 | Votants        | 7 043        | 67,14        |
| Blancs et nuls | Blancs et nuls          | Blancs et nuls | 365          | 5,18         |
| Exprimés       | Exprimés                | Exprimés       | 6 678        | 94,82        |

*sortant

### Canton de Laruns
| Candidats      | Candidats            | Étiquette      | Premier tour | Premier tour | Second tour | Second tour |
| Candidats      | Candidats            | Étiquette      | Voix         | %            | Voix        | %           |
| -------------- | -------------------- | -------------- | ------------ | ------------ | ----------- | ----------- |
|                | André Berdou         | PS             | 763          | 31,27        | 1 268       | 51,19       |
|                | Robert Casadebaig    | DVD            | 719          | 29,47        | 1 209       | 48,81       |
|                | Augustin Medevielle  | DVD            | 422          | 17,30        | Retrait     | Retrait     |
|                | Marcel Lascurettes   | DVD            | 140          | 5,74         |             |             |
|                | Patrick Geraut       | DVD            | 130          | 5,33         |             |             |
|                | Pierre Medevielle    | PCF            | 111          | 4,55         |             |             |
|                | Jean-Claude Rebeille | SE             | 82           | 3,36         |             |             |
|                | Jean Auzias          | SE             | 56           | 2,30         |             |             |
|                | Patrick Tellurio     | FN             | 17           | 0,70         |             |             |
|                |                      |                |              |              |             |             |
| Inscrits       | Inscrits             | Inscrits       | 3 035        | 100,00       | 3 035       | 100,00      |
| Abstention     | Abstention           | Abstention     | 531          | 17,50        | 466         | 15,35       |
| Votants        | Votants              | Votants        | 2 504        | 82,50        | 2 569       | 84,65       |
| Blancs et nuls | Blancs et nuls       | Blancs et nuls | 64           | 2,56         | 92          | 3,58        |
| Exprimés       | Exprimés             | Exprimés       | 2 440        | 97,44        | 2 477       | 96,42       |

### Canton de Lasseube
| Candidats      | Candidats                  | Étiquette      | Premier tour | Premier tour |
| Candidats      | Candidats                  | Étiquette      | Voix         | %            |
| -------------- | -------------------------- | -------------- | ------------ | ------------ |
|                | Michel Maumus*             | DVD            | 1 105        | 61,18        |
|                | Danièle Rabatel            | PS             | 533          | 29,51        |
|                | Anne-Estel Gomez           | PCF            | 84           | 4,65         |
|                | Marie-France Llucia-Latour | FN             | 84           | 4,65         |
|                |                            |                |              |              |
| Inscrits       | Inscrits                   | Inscrits       | 2 441        | 100,00       |
| Abstention     | Abstention                 | Abstention     | 547          | 22,41        |
| Votants        | Votants                    | Votants        | 1 894        | 77,59        |
| Blancs et nuls | Blancs et nuls             | Blancs et nuls | 88           | 4,65         |
| Exprimés       | Exprimés                   | Exprimés       | 1 806        | 95,35        |

*sortant

### Canton de Lembeye
| Candidats      | Candidats           | Étiquette      | Premier tour | Premier tour |
| Candidats      | Candidats           | Étiquette      | Voix         | %            |
| -------------- | ------------------- | -------------- | ------------ | ------------ |
|                | Michel Chantre*     | PS             | 2 065        | 63,54        |
|                | Marc Gairin         | UMP            | 849          | 26,12        |
|                | Hervé Laborde       | Verts          | 142          | 4,37         |
|                | Christiane Fourcade | FN             | 137          | 4,22         |
|                | Carlos Caja         | PCF            | 57           | 1,75         |
|                |                     |                |              |              |
| Inscrits       | Inscrits            | Inscrits       | 4 169        | 100,00       |
| Abstention     | Abstention          | Abstention     | 817          | 19,60        |
| Votants        | Votants             | Votants        | 3 352        | 80,40        |
| Blancs et nuls | Blancs et nuls      | Blancs et nuls | 102          | 3,04         |
| Exprimés       | Exprimés            | Exprimés       | 3 250        | 96,96        |

*sortant

### Canton de Lescar
| Candidats      | Candidats            | Étiquette      | Premier tour | Premier tour | Second tour | Second tour |
| Candidats      | Candidats            | Étiquette      | Voix         | %            | Voix        | %           |
| -------------- | -------------------- | -------------- | ------------ | ------------ | ----------- | ----------- |
|                | Christiane Mariette* | PS             | 7 103        | 47,32        | 9 108       | 59,05       |
|                | René Claverie        | UMP            | 5 240        | 34,91        | 6 317       | 40,95       |
|                | Marcel Alonso        | FN             | 1 301        | 8,67         |             |             |
|                | Michel Aguer         | PCF            | 853          | 5,68         |             |             |
|                | Philippe Koucke      | DVD            | 514          | 3,42         |             |             |
|                |                      |                |              |              |             |             |
| Inscrits       | Inscrits             | Inscrits       | 22 748       | 100,00       | 22 746      | 100,00      |
| Abstention     | Abstention           | Abstention     | 6 898        | 30,32        | 6 427       | 28,26       |
| Votants        | Votants              | Votants        | 15 850       | 69,68        | 16 319      | 71,74       |
| Blancs et nuls | Blancs et nuls       | Blancs et nuls | 839          | 5,29         | 894         | 5,48        |
| Exprimés       | Exprimés             | Exprimés       | 15 011       | 94,71        | 15 425      | 94,52       |

*sortant

### Canton de Monein
| Candidats      | Candidats           | Étiquette      | Premier tour | Premier tour |
| Candidats      | Candidats           | Étiquette      | Voix         | %            |
| -------------- | ------------------- | -------------- | ------------ | ------------ |
|                | Yves Salanave-Pehe  | DVG            | 3 371        | 75,68        |
|                | Jean-Claude Roussie | PCF            | 567          | 12,73        |
|                | Lucien Audibert     | FN             | 516          | 11,59        |
|                |                     |                |              |              |
| Inscrits       | Inscrits            | Inscrits       | 6 691        | 100,00       |
| Abstention     | Abstention          | Abstention     | 1 855        | 27,72        |
| Votants        | Votants             | Votants        | 4 836        | 72,28        |
| Blancs et nuls | Blancs et nuls      | Blancs et nuls | 382          | 7,90         |
| Exprimés       | Exprimés            | Exprimés       | 4 454        | 92,10        |

### Canton de Navarrenx
| Candidats      | Candidats             | Étiquette      | Premier tour | Premier tour | Second tour | Second tour |
| Candidats      | Candidats             | Étiquette      | Voix         | %            | Voix        | %           |
| -------------- | --------------------- | -------------- | ------------ | ------------ | ----------- | ----------- |
|                | Jacques Pedehontaa*   | DVD            | 1 509        | 42,16        | 2 259       | 65,46       |
|                | Jean Baucou           | DVD            | 812          | 22,69        | Retrait     | Retrait     |
|                | Serge Larrey-Lassalle | DVG            | 696          | 19,45        | 1 192       | 34,54       |
|                | Patrick Baldan        | DVD            | 452          | 12,63        |             |             |
|                | Hélène Barbace        | FN             | 110          | 3,07         |             |             |
|                |                       |                |              |              |             |             |
| Inscrits       | Inscrits              | Inscrits       | 4 698        | 100,00       | 4 697       | 100,00      |
| Abstention     | Abstention            | Abstention     | 1 028        | 21,88        | 1 052       | 22,40       |
| Votants        | Votants               | Votants        | 3 670        | 78,12        | 3 645       | 77,60       |
| Blancs et nuls | Blancs et nuls        | Blancs et nuls | 91           | 2,48         | 194         | 5,32        |
| Exprimés       | Exprimés              | Exprimés       | 3 579        | 97,52        | 3 451       | 94,68       |

*sortant

### Canton de Nay-Est
| Candidats      | Candidats                | Étiquette      | Premier tour | Premier tour | Second tour | Second tour |
| Candidats      | Candidats                | Étiquette      | Voix         | %            | Voix        | %           |
| -------------- | ------------------------ | -------------- | ------------ | ------------ | ----------- | ----------- |
|                | Christian Petchot-Bacque | PS             | 3 093        | 37,33        | 5 093       | 62,68       |
|                | Jean Saint-Josse         | CPNT           | 1 651        | 19,93        | Retrait     | Retrait     |
|                | Jean Salles-Loustau      | UDF            | 1 647        | 19,88        | 3 033       | 37,32       |
|                | Jean-Paul Vallee         | DVG            | 510          | 6,15         |             |             |
|                | Anne-Marie Larrode       | PCF            | 438          | 5,29         |             |             |
|                | Michèle Darricarrere     | FN             | 431          | 5,20         |             |             |
|                | Guy Chabrout             | DVD            | 262          | 3,16         |             |             |
|                | Jacques Mauhourat        | ECO            | 254          | 3,07         |             |             |
|                |                          |                |              |              |             |             |
| Inscrits       | Inscrits                 | Inscrits       | 11 673       | 100,00       | 11 675      | 100,00      |
| Abstention     | Abstention               | Abstention     | 3 071        | 26,31        | 2 914       | 24,96       |
| Votants        | Votants                  | Votants        | 8 602        | 73,69        | 8 761       | 75,04       |
| Blancs et nuls | Blancs et nuls           | Blancs et nuls | 316          | 3,67         | 635         | 7,25        |
| Exprimés       | Exprimés                 | Exprimés       | 8 286        | 96,33        | 8 126       | 92,75       |

### Canton d'Oloron-Sainte-Marie-Est
| Candidats      | Candidats                  | Étiquette      | Premier tour | Premier tour | Second tour | Second tour |
| Candidats      | Candidats                  | Étiquette      | Voix         | %            | Voix        | %           |
| -------------- | -------------------------- | -------------- | ------------ | ------------ | ----------- | ----------- |
|                | Jean-Pierre Domecq         | PS             | 2 773        | 42,94        | 4 098       | 59,12       |
|                | Bertrand Loustalot-Forest* | UMP            | 2 331        | 36,09        | 2 834       | 40,88       |
|                | Simon Salle                | PCF            | 490          | 7,59         |             |             |
|                | Isabelle Guyot             | Verts          | 468          | 7,25         |             |             |
|                | Lucien Gardoni             | FN             | 396          | 6,13         |             |             |
|                |                            |                |              |              |             |             |
| Inscrits       | Inscrits                   | Inscrits       | 9 348        | 100,00       | 9 347       | 100,00      |
| Abstention     | Abstention                 | Abstention     | 2 542        | 27,19        | 2 058       | 22,02       |
| Votants        | Votants                    | Votants        | 6 806        | 72,81        | 7 289       | 77,98       |
| Blancs et nuls | Blancs et nuls             | Blancs et nuls | 348          | 5,11         | 357         | 4,90        |
| Exprimés       | Exprimés                   | Exprimés       | 6 458        | 94,89        | 6 932       | 95,10       |

*sortant

### Canton de Pau-Centre
| Candidats      | Candidats       | Étiquette      | Premier tour | Premier tour | Second tour | Second tour |
| Candidats      | Candidats       | Étiquette      | Voix         | %            | Voix        | %           |
| -------------- | --------------- | -------------- | ------------ | ------------ | ----------- | ----------- |
|                | Josy Poueyto*   | PS             | 3 981        | 49,63        | 5 076       | 63,21       |
|                | Philippe Arraou | UDF            | 2 002        | 24,96        | 2 954       | 36,79       |
|                | Jacques Henriot | FN             | 954          | 11,89        |             |             |
|                | Danièle Iriart  | Verts          | 743          | 9,26         |             |             |
|                | Miren Genet     | PCF            | 341          | 4,25         |             |             |
|                |                 |                |              |              |             |             |
| Inscrits       | Inscrits        | Inscrits       | 13 794       | 100,00       | 13 794      | 100,00      |
| Abstention     | Abstention      | Abstention     | 5 450        | 39,51        | 5 232       | 37,93       |
| Votants        | Votants         | Votants        | 8 344        | 60,49        | 8 562       | 62,07       |
| Blancs et nuls | Blancs et nuls  | Blancs et nuls | 323          | 3,87         | 532         | 6,21        |
| Exprimés       | Exprimés        | Exprimés       | 8 021        | 96,13        | 8 030       | 93,79       |

*sortant

### Canton de Pau-Ouest
| Candidats      | Candidats            | Étiquette      | Premier tour | Premier tour | Second tour | Second tour |
| Candidats      | Candidats            | Étiquette      | Voix         | %            | Voix        | %           |
| -------------- | -------------------- | -------------- | ------------ | ------------ | ----------- | ----------- |
|                | Natalie Francq       | PS             | 2 381        | 35,18        | 3 615       | 51,91       |
|                | Jean Othax           | DVD            | 1 604        | 23,70        | 3 349       | 48,09       |
|                | Christophe Cantaloup | UMP            | 1 311        | 19,37        | Retrait     | Retrait     |
|                | André Lefebvre       | FN             | 563          | 8,32         |             |             |
|                | Emmanuel Stoll       | Verts          | 339          | 5,01         |             |             |
|                | Olivier Dartigolles  | PCF            | 312          | 4,61         |             |             |
|                | Loïc Crovella        | ECO            | 160          | 2,36         |             |             |
|                | Jean Pichai          | DVD            | 98           | 1,45         |             |             |
|                |                      |                |              |              |             |             |
| Inscrits       | Inscrits             | Inscrits       | 10 969       | 100,00       | 10 967      | 100,00      |
| Abstention     | Abstention           | Abstention     | 3 884        | 35,41        | 3 668       | 33,45       |
| Votants        | Votants              | Votants        | 7 085        | 64,59        | 7 299       | 66,55       |
| Blancs et nuls | Blancs et nuls       | Blancs et nuls | 317          | 4,47         | 335         | 4,59        |
| Exprimés       | Exprimés             | Exprimés       | 6 768        | 95,53        | 6 964       | 95,41       |

### Canton de Pau-Nord
| Candidats      | Candidats              | Étiquette      | Premier tour | Premier tour |
| Candidats      | Candidats              | Étiquette      | Voix         | %            |
| -------------- | ---------------------- | -------------- | ------------ | ------------ |
|                | André Duchateau*       | PS             | 3 491        | 51,66        |
|                | Jean-François Dupont   | UMP            | 1 164        | 17,22        |
|                | Brieuc Del Alamo       | UDF            | 736          | 10,89        |
|                | Humbert Sachot         | FN             | 592          | 8,76         |
|                | Jean-Michel de Proyart | Verts          | 448          | 6,63         |
|                | Helene Lerou-Pourque   | PCF            | 327          | 4,84         |
|                |                        |                |              |              |
| Inscrits       | Inscrits               | Inscrits       | 10 689       | 100,00       |
| Abstention     | Abstention             | Abstention     | 3 706        | 34,67        |
| Votants        | Votants                | Votants        | 6 983        | 65,33        |
| Blancs et nuls | Blancs et nuls         | Blancs et nuls | 225          | 3,22         |
| Exprimés       | Exprimés               | Exprimés       | 6 758        | 96,78        |

*sortant

### Canton de Saint-Jean-Pied-de-Port
| Candidats      | Candidats            | Étiquette      | Premier tour | Premier tour | Second tour | Second tour |
| Candidats      | Candidats            | Étiquette      | Voix         | %            | Voix        | %           |
| -------------- | -------------------- | -------------- | ------------ | ------------ | ----------- | ----------- |
|                | Alphonse Idiart      | DVD            | 1 551        | 39,14        | 1 925       | 47,25       |
|                | François Maitia      | PS             | 1 522        | 38,41        | 2 149       | 52,75       |
|                | Pierre Iralour       | REG            | 703          | 17,74        | Retrait     | Retrait     |
|                | Arantxa Oxandabarats | REG            | 116          | 2,93         |             |             |
|                | Nadine Gatto         | FN             | 71           | 1,79         |             |             |
|                |                      |                |              |              |             |             |
| Inscrits       | Inscrits             | Inscrits       | 5 268        | 100,00       | 5 267       | 100,00      |
| Abstention     | Abstention           | Abstention     | 1 195        | 22,68        | 993         | 18,85       |
| Votants        | Votants              | Votants        | 4 073        | 77,32        | 4 274       | 81,15       |
| Blancs et nuls | Blancs et nuls       | Blancs et nuls | 110          | 2,70         | 200         | 4,68        |
| Exprimés       | Exprimés             | Exprimés       | 3 963        | 97,30        | 4 074       | 95,32       |

### Canton de Tardets-Sorholus
| Candidats      | Candidats                      | Étiquette      | Premier tour | Premier tour | Second tour | Second tour |
| Candidats      | Candidats                      | Étiquette      | Voix         | %            | Voix        | %           |
| -------------- | ------------------------------ | -------------- | ------------ | ------------ | ----------- | ----------- |
|                | Michel Arhancet*               | DVD            | 1 044        | 47,74        | 1 213       | 56,18       |
|                | Ruben Gomez                    | DVG            | 369          | 16,87        | 946         | 43,82       |
|                | Catherine Artheix-Althabegoity | PS             | 300          | 13,72        |             |             |
|                | Jean-Dominique Iriart          | REG            | 206          | 9,42         |             |             |
|                | Louis Labadot                  | PCF            | 202          | 9,24         |             |             |
|                | Guillaume Elissalt             | FN             | 66           | 3,02         |             |             |
|                |                                |                |              |              |             |             |
| Inscrits       | Inscrits                       | Inscrits       | 3 005        | 100,00       | 3 005       | 100,00      |
| Abstention     | Abstention                     | Abstention     | 741          | 24,66        | 717         | 23,86       |
| Votants        | Votants                        | Votants        | 2 264        | 75,34        | 2 288       | 76,14       |
| Blancs et nuls | Blancs et nuls                 | Blancs et nuls | 77           | 3,40         | 129         | 5,64        |
| Exprimés       | Exprimés                       | Exprimés       | 2 187        | 96,60        | 2 159       | 94,36       |